# Храм иконы Божией Матери «Умиление» (Северодонецк)
Храм иконы Божией Матери Умиление — приходской храм Северодонецкой епархии Украинской православной церкви (Московского патриархата) в городе Северодонецке, основанный в 1993 году.

## История
В июне 1993 года в Северодонецке открылся первый православный храм в городе.
Церковь располагается в здании, в котором ранее находился клуб «Комсомолец».
Храм назван в честь иконы Божьей Матери «Умиление».

## Архитектура
В церкви работает педагогическая школа для богословов. Первый выпуск был в 2000 году.
В храме работает православная библиотека.

## Известные прихожане
В 2000 году в церкви молился профессор из Свято-Тихоновского Богословского Университета Андрей Кураев, после чего он проповедовал для пришедших о святителе Николае Чудотворце. Кураев подарил храму икону Святого Стефана.